# Cais do Pico

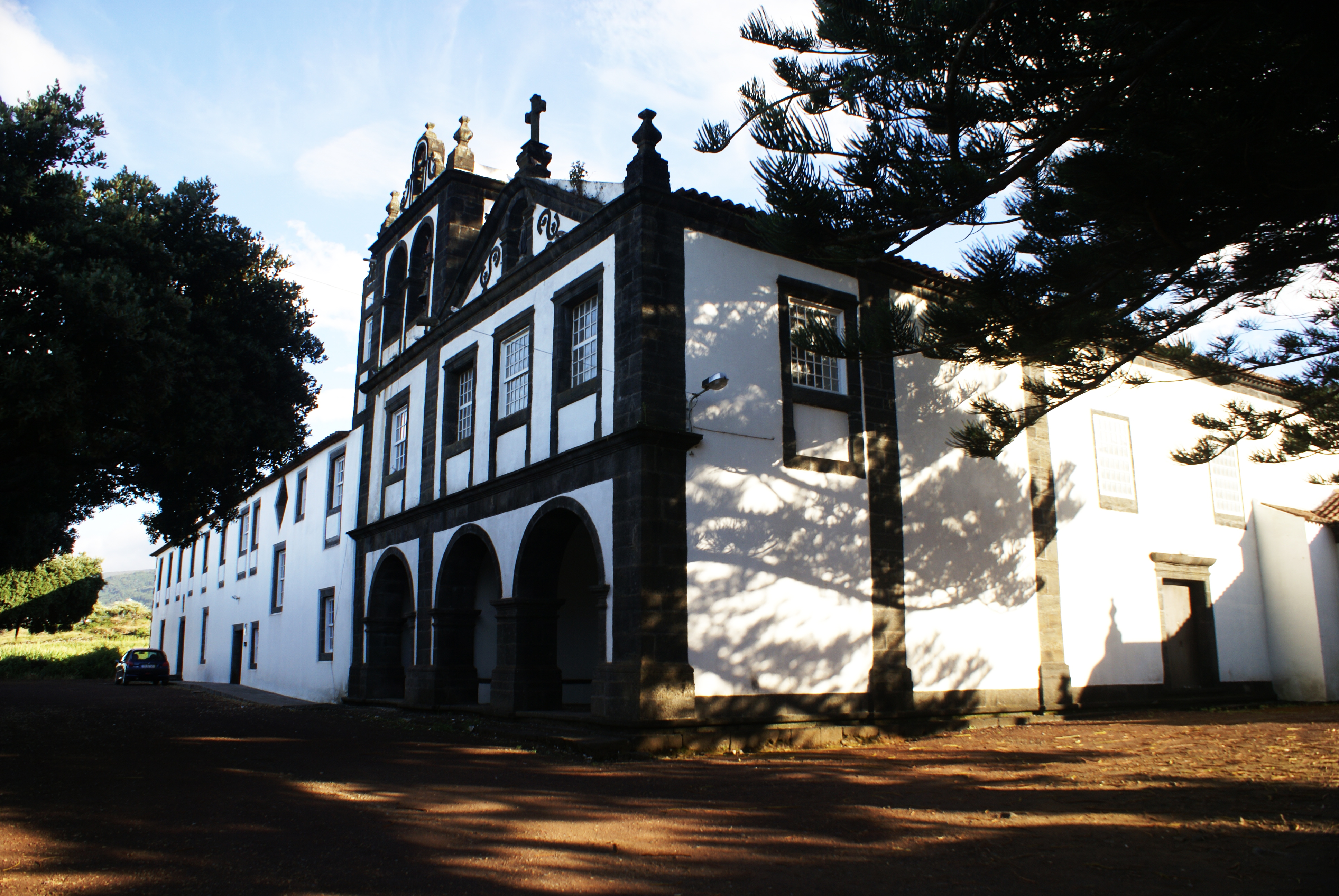
Igreja e Convento de São Pedro de Alcântara.

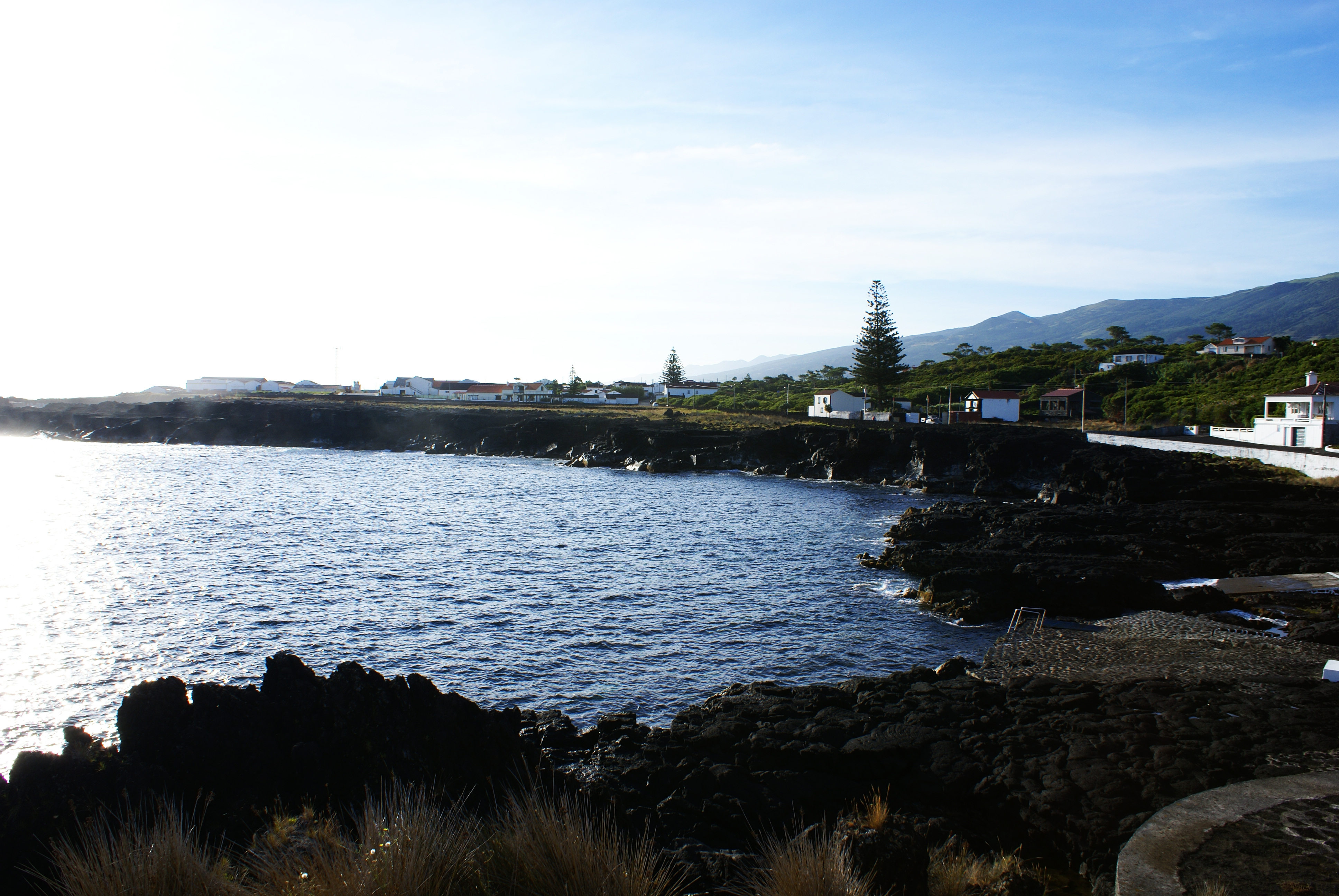
Baía do Cais do Pico.

Cais do Pico é uma povoação pertencente à vila e freguesia de São Roque do Pico, na ilha do Pico, nos Açores.
Esta localidade que se encontra dentro das coordenadas geográficas de 38° 31' 0" Norte e de  28° 19' 0" Oeste, está situado o Porto Comercial de São Roque do Pico que serve a ilha, a Câmara Municipal de São Roque do Pico, o tribunal da comarca do Pico, um dos conventos mais antigos dos Açores, o Convento de São Pedro de Alcântara que teve origem numa ermida construída em 1658, o Museu da Indústria Baleeira, as principais instalações comerciais e urbanas do concelho. O nome deriva de ser, desde tempos remotos, o principal ancoradouro da ilha.
Neste povoado encontram-se várias zonas balneares facto que leva a que seja bastante procurada para os banhos de mar por parte da população do concelho.

## Património edificado
- Igreja de São Pedro de Alcântara